# Höllberg (Haselbach)
Höllberg ist eine Einöde und ein Ortsteil der Gemeinde Haselbach im niederbayerischen Landkreis Straubing-Bogen. Er liegt über zwei Kilometer Luftlinie westlich des Ortskerns von Haselbach am nordwestlichen Hang des Höllenbergs.

## Geschichte
Bis zum 31. Dezember 1970 war Höllberg ein Ortsteil der ehemaligen Gemeinde Dachsberg und wurde am 1. Januar 1971 im Zuge der Gebietsreform in Bayern in die Gemeinde Haselbach eingegliedert. Im topographisch-statistischen Lexicon von 1831 wird dieses Höllberg nicht erwähnt. Auch nicht in der Matrikel des Bistums Regensburg von 1838.

## Einwohnerentwicklung
| Jahr      | 1860 | 1871 | 1875 | 1885 | 1900 | 1913 | 1925 | 1950 | 1961 | 1970 | 1987 |
| --------- | ---- | ---- | ---- | ---- | ---- | ---- | ---- | ---- | ---- | ---- | ---- |
| Einwohner | 4    | 6    | 8    | 8    | 12   | 7    | 5    | 4    | 6    | 5    | 4    |